# Nothing to Lose
Nothing to Lose – drugi album studyjny niemieckiego piosenkarza Daniela Schuhmachera, wydany 17 grudnia 2010 roku przez 313 Music.

## Lista utworów
Źródło: Discogs
| Nr  | Tytuł                       | Długość |
| --- | --------------------------- | ------- |
| 1.  | „Like a Song in Your Head”  | 3:05    |
| 2.  | „She Loves Me”              | 3:14    |
| 3.  | „Feel”                      | 3:30    |
| 4.  | „Lalala”                    | 3:07    |
| 5.  | „I'll Be There for You”     | 4:09    |
| 6.  | „If It’s Love”              | 3:47    |
| 7.  | „All We Need Is Love”       | 3:45    |
| 8.  | „Running Through the Fire”  | 3:58    |
| 9.  | „High”                      | 3:28    |
| 10. | „Here Comes the Rain Again” | 4:43    |
| 11. | „Another Way”               | 3:29    |
| 12. | „A Million Miles Away”      | 3:43    |
| 13. | „Honestly” (Single Version) | 3:26    |

## Notowania na listach sprzedaży
| Kraj   | Lista          | Najwyższa pozycja |
| ------ | -------------- | ----------------- |
| Niemcy | Albums Top 100 | 37                |